# Earl Eastwood
Earl Eastwood, né le 2 novembre 1905 à Hamilton (Ontario) et mort le 4 juillet 1968 dans la même ville, est un rameur d'aviron canadien.

## Palmarès

### Jeux olympiques
- Los Angeles 1932
  -  Médaille de bronze en huit[1].